# Anton Geesink
Anthonius Johannes (Anton) Geesink (Utrecht, 6 april 1934 – aldaar, 27 augustus 2010) was een Nederlandse judoka. Hij werd drie keer wereldkampioen judo, eenentwintig keer Europees kampioen judo, een keer olympisch kampioen judo en was lid van het Internationaal Olympisch Comité (IOC).

## Carrière

### Als sportman

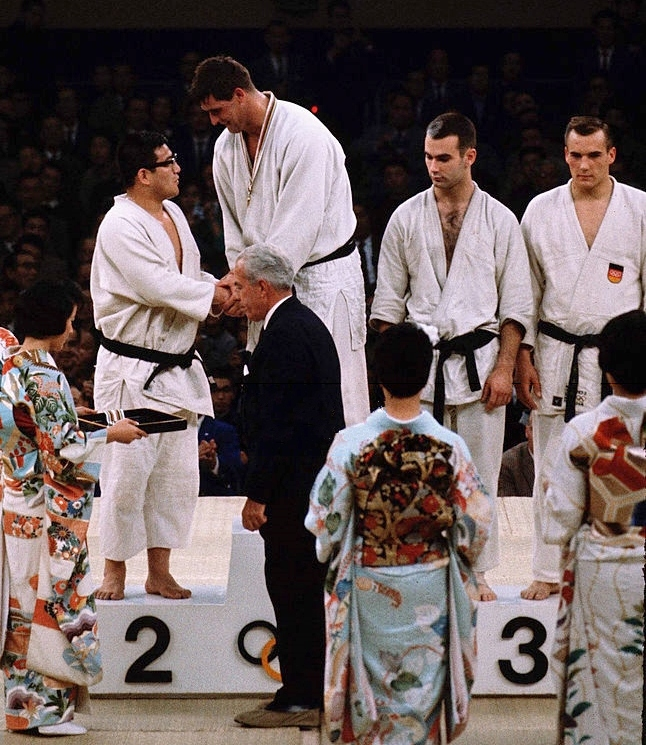
Geesink wint goud op de Olympische Spelen in Tokio (1964)

De eerste leraar van Anton Geesink was Jan van der Horst, een judopionier die een judoschool in Utrecht had. In 1949 nam Geesink deel aan de Nederlandse Kampioenschappen. In 1951 werd hij nationaal kampioen en in 1953 Europees kampioen alle categorieën. Vanaf 1956 trainde hij op uitnodiging van de Japanse bondscoach jaarlijks enkele maanden in Japan. De 1,98 m lange en 120 kilo zware Geesink wist in 1961 in Parijs als eerste niet-Japanner de wereldtitel te behalen in de klasse alle categorieën. In 1960 kwalificeerde hij zich als worstelaar voor de Olympische Spelen in Rome, maar hij werd door het NOC geweigerd, omdat hij geld verdiende als judoleraar. In 1964 zou dat weer gebeurd zijn bij zijn kwalificatie als judoka. Volgens Geesink was het de Nederlandse prins-gemaal Bernhard van Lippe-Biesterfeld die ervoor gezorgd heeft dat hij alsnog in Tokio mee kon doen. In 1964 won Geesink tijdens de Olympische Spelen in Tokio goud in de open categorie. Tot ontzetting van het thuispubliek versloeg hij in de finale hun favoriet Akio Kaminaga. In 1965 werd hij in Rio de Janeiro opnieuw wereldkampioen, dit keer in het zwaargewicht. Geesink heeft een recordaantal van 21 Europese judotitels, maar werd in 1957, 1958 en 1959 ook nog Nederlands kampioen Grieks-Romeins worstelen. Hij werd tevens vier keer verkozen tot Sportman van het jaar. In 1967 stopte Geesink als judoka met de wedstrijdsport. Hij zou daarna nog wel jarenlang actief zijn als (professioneel) worstelaar, waarbij hij onder andere een wereldtitel professioneel worstelen vrije stijl in de klasse superzwaargewicht zou behalen.

### Na zijn sportcarrière
Geesink bleef als coach en wedstrijdbegeleider met de sport verbonden. Hij publiceerde een grote hoeveelheid artikelen en lesmateriaal over judo.
Als eerste Europeaan ontving hij in 1986 de 9e dangraad. In oktober 1997 verkreeg hij de 10e dan, waarmee hij een van de hoogst gegradueerde judoka's ter wereld werd: hij is een van de achttien mensen aan wie tot dan toe de 10e dan werd toegekend, en een van de drie judoka's buiten Japan met deze kwalificatie. De Wereldjudobond IJF nam hem in 2004 op in de Hall of Fame.
Al vanaf 1958 liet Geesink weten dat hij zich wilde inzetten binnen het IOC.
In 1987, tijdens het IOC-congres in Istanboel, werd hij als kandidaat voorgedragen door IOC-voorzitter Samaranch tegenover de twee officiële Nederlandse kandidaten, Henk Vonhoff en Ruud Frese. Geesink won, en hij veronderstelde dat dit voor het NOC een pijnlijke nederlaag moet zijn geweest, wat mogelijk de tegenwerking verklaart die hij gedurende zijn hele carrière ondervond.
Op zijn voorstel werd in het judo de gekleurde sportkleding ingevoerd (de in blauw geklede speler versus de witte) om voor de scheidsrechter en de kijker het spel duidelijker te maken.

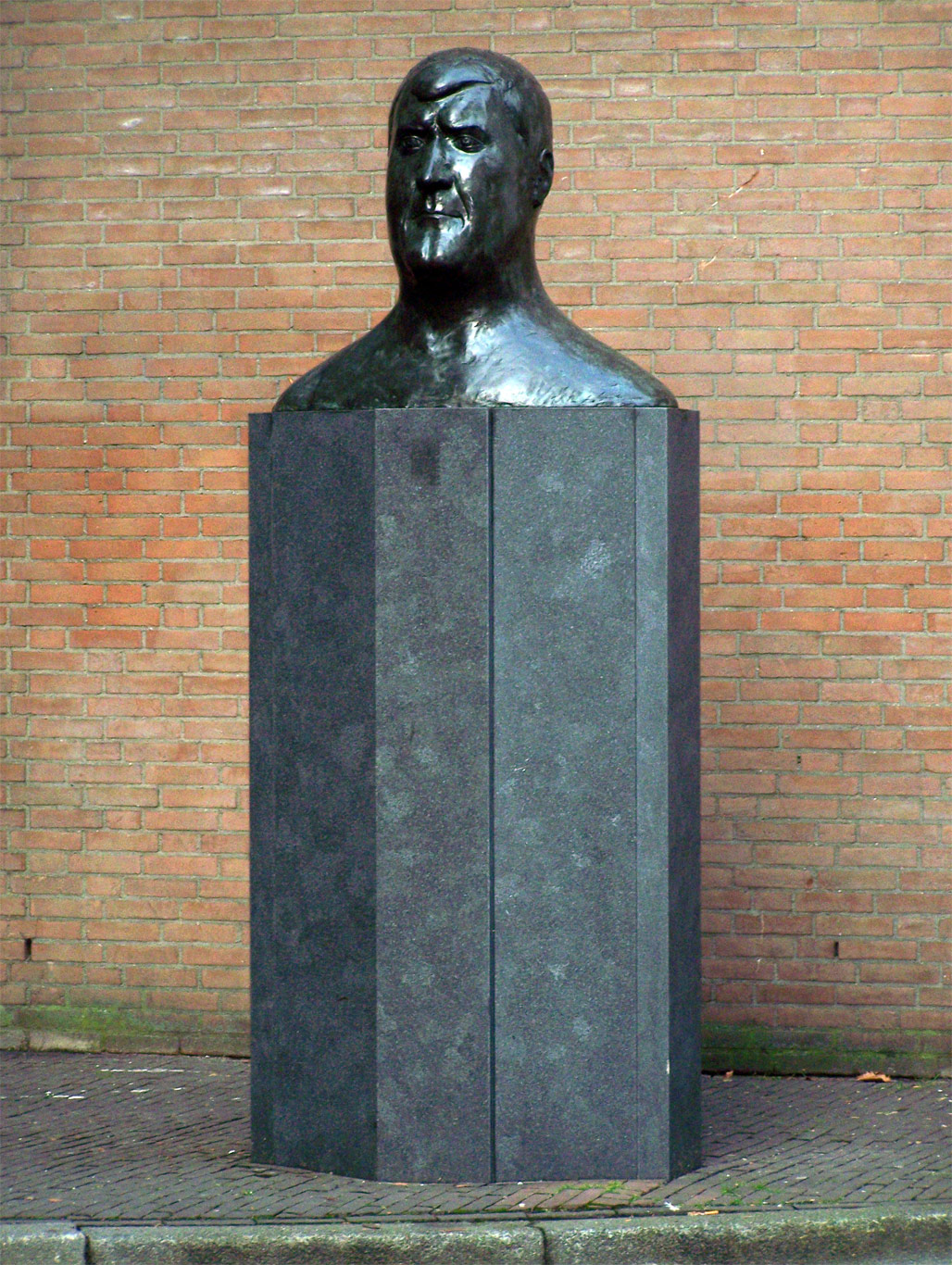
Buste van Anton Geesink in Wijk C waar hij werd geboren (buste door Theo van de Vathorst, 1995)

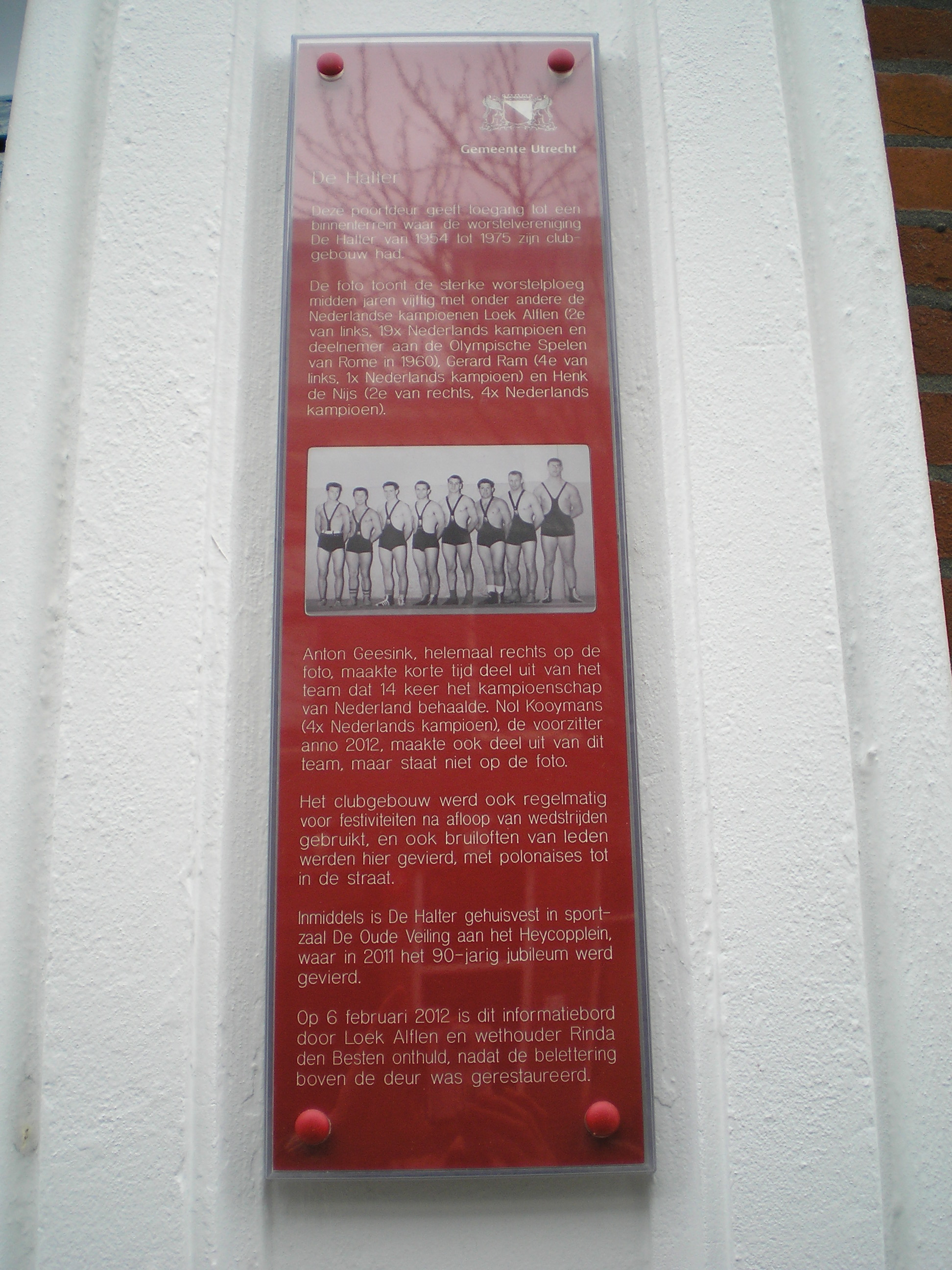
Herinnering aan De Halter onthuld op 06-02-2012 aan de Bollenhofsestraat 102 waar onder andere Anton Geesink vermeld wordt

In 1999 was er enige commotie, toen Geesink door het IOC berispt werd wegens het aannemen van 5000 dollar van de Olympische organisatie van Salt Lake City, kandidaat voor de Winterspelen van 2002. In 1996 stortte Tom Welch, de toenmalige voorzitter van het bidcomité van Salt Lake City, dat bedrag op de rekening van de stichting Vrienden van Anton Geesink. Volgens Geesink betrof het slechts een terugbetaling van gemaakte reis- en verblijfkosten en is het geld niet bij hem persoonlijk terechtgekomen. 'Puur technisch gezien is Geesink niet in overtreding geweest. Maar we willen dat ook de schijn van belangenverstrengeling wordt voorkomen, vandaar de berisping', zei de Canadees Richard Pound, voorzitter van de onderzoekscommissie. De zaak had verder geen gevolgen voor Geesinks functioneren.
Op 9 december 2005 kreeg Geesink uit handen van de voorzitter van NOC*NSF Erica Terpstra in de Oval Lingotto te Turijn samen met kunstrijdster Sjoukje Dijkstra, roeier Nico Rienks en schaatser Ard Schenk de eerste Fanny Blankers-Koen Trofee uitgereikt.
Geesink speelde enkele malen in films. Zo had hij een bijrolletje in de film Rififi in Amsterdam (1962) naar het boek van W.H. van Eemlandt. In het Italiaanse bijbelspektakel I Grandi Condottieri (1965) speelde hij een van de hoofdrollen, als de geweldenaar Samson.
Geesink overleed op 27 augustus 2010 op 76-jarige leeftijd na een kortstondig ziekbed in een ziekenhuis in Utrecht. Hij is op 1 september gecremeerd.
Op 21 augustus 2011 werd hij in Parijs tijdens een gala van de Internationale Judo Federatie verkozen tot 'legende van het judo'.

## Onderscheidingen
- Ridder in de Orde van Oranje-Nassau.
- Gouden kruis van Verdienste van Oostenrijk.
- Orde van de Heilige Schatten, toegekend door de Japanse regering.
- Eredoctoraat aan de Kokushikan Universiteit van Tokio, 29 januari 2000.
- Fanny Blankers-Koen Trofee, 9 december 2005

## Trivia
- Geesink woonde boven zijn judoschool in een naar hem genoemde straat; de Anton Geesinkstraat in Utrecht.[12] In 2021 werd het gebouw afgebroken om plaats te maken voor appartementen.[13]
- Rijk de Gooyer betrapte als jonge bakkersknecht de toen 12 jaar oude Anton Geesink eens op het stelen van een broodje, waarop hij Geesink een flink pak slaag gaf.[14]
- De Anton Geesinkmars is een muziekstuk voor draaiorgel, speciaal voor Geesink gecomponeerd.[15]
- In 2009 verscheen er een boek over Anton Geesink Een killer in kimono, geschreven door auteur Kees Kooman.[16]
- In 1978 was Geesink te zien met een gastrol in Pipo en de Noorderzon, namelijk als de bewaker van het ijspaleis van koningin Frigitte.
- Tussen 1968 en 1971 speelde Geesink in Oebele, waarin hij ook het liedje "Judo rock" zong.